# Battaglia di Dalrigh
La battaglia di Dalrigh (detta anche battaglia di Dail Righ, battaglia di Dalry o battaglia di Strathfillan), venne combattuta nell'estate del 1306 tra l'esercito di re Roberto I di Scozia ed il clan ribelle dei MacDougall di Argyll, alleati del Clan Comyn e degli inglesi. Lo scontro si svolse a Dalrigh ("Campo del re" in gaelico) presso Tyndrum, nel Perthshire, in Scozia (da non confondere con Dalry, nell'Ayrshire). L'esercito di Robert Bruce (Roberto I), mossosi ad ovest dopo la sconfitta subita dagli inglesi il 19 giugno nella battaglia di Methven, venne intercettato e parzialmente distrutto, ma Roberto I riuscì a sfuggire alla cattura.

## I MacDougalls
Dalla fine del XIII secolo, il Clan MacDougall era emerso ad Argyll in quanto potente discendente di Somerled, il primo signore e re delle Isole Ebridi. Alexander MacDougall, il capofamiglia, era legato per matrimonio a re John Balliol e a suo nipote John Comyn. Durante il breve periodo in cui John fu re, Alexader venne nominato sceriffo di Lorn nel febbraio del 1293. Alexander tentò di estendere il suo potere anche oltre a spese della famiglia MacDonald di Islay, e dei Campbell di Loch Awe, che aveva sconfitto in scontri precedenti. Ad ogni modo, lo scoppio della guerra d'indipendenza scozzese nel 1296 aveva fatto schierare i MacDougalls dalla parte di Balliol. Nel febbraio del 1306, nella Greyfriars Church, John Comyn venne ucciso da Rober Bruce e dai suoi uomini. Poco dopo Robert Bruce venne incoronato re di Scozia a Scone. I MacDougall combatterono contro re Roberto e persero tutto supportando il candidato perdente.

## Il "campo del re"
Il 19 giugno 1306 Robert Bruce ed il suo esercito vennero colti impreparati nel loro accampamento in quella che divenne nota come battaglia di Methven, ad ovest di Perth, da Aymer de Valence, generale inglese agente di Edoardo I d'Inghilterra. Ciò che rimase dell'esercito scozzese si ritirò ad ovest, verso le montagne di Argyll. Quando questi raggiunsero Strathfillan si trovarono il percorso bloccato a Tyndrum da una grande forza dei MacDougall, che si dice fossero circa 1 000 uomini, comandati dal figlio di Alexander, John di Lorne, noto anche come John Bacach. Incapace di ritirarsi verso terre sicure, l'esercito di Robert Bruce (composto da 300-500 uomini in tutto assieme a donne e anziani), venne costretto allo scontro in circostanze svantaggiose. L'esatto sito dello scontro è noto in gaelico come Dail Righ ("il campo del re").
Le uniche fonti disponibili che possediamo sulla battaglia sono favorevoli a Robert Bruce e tendono ad ogni passo a dare un'interpretazione positiva alle azioni del re.
Quel che sappiamo ad ogni modo è che Robert Bruce si trovò ad un certo punto così pesantemente coinvolto nello scontro che la retroguardia lo lasciò solo sotto attacco tra le colline e un lago, in un passo così stretto da non poter nemmeno ruotare il suo cavallo di direzione. Secondo la tradizione, Bruce era così sotto pressione che uno dei suoi assalitori riuscì a rubargli la spilla che portava sul mantello. Nota come la "Spilla di Lorn", questa fu in mano alla famiglia Campbell sino al 1826 quando venne restituita alla famiglia MacDougall.
Per il re trovarsi in quella posizione era un chiaro sintomo della debolezza delle sue forze. Alla fine l'esercito scozzese riuscì a ritirarsi pur avendo subito gravissime perdite.

## La fuga
Dopo lo scontro di Dalrigh, Bruce, pesantemente colpito anche dalla propaganda inglese, era poco più che un fuggitivo, inseguito dai suoi nemici. Con gli uomini rimasti trovò rifugio per qualche tempo nelle montagne di Atholl. Da qui decise di inviare sua moglie Elizabeth de Burgh, sua figlia Marjorie Bruce, sua sorella Mary e Isabella MacDuff, contessa di Buchan, al castello di Kildrummy, relativamente sicuro perché posto presso il fiume Don, nell'Aberdeenshire. Assieme a James Douglas ed a pochi altri, il sovrano fuggì a sud nel territorio del suo amico Maol Choluim II, conte di Lennox, il quale lo aiutò a passare la penisola di Kintyre ed a raggiungere l'Isola di Bute dove venne aiutato da Aonghus Óg Mac Domhnaill, capo dei MacDonalds e signore di quelle isole. I MacDonald erano nemici dei MacDougall. Bruce ottenne rifugio temporaneamente al castello di Dunaverty, un luogo però giudicato troppo esposto per rimanervi a lungo. Da qui Angus MacDonald portò il re all'isola di Rathlin, al largo della costa dell'Ulster, nel territorio dei MacDonald. Re Roberto trascorse qui l'inverno e si riorganizzò nella primavera del 1307. Due anni dopo Dalrigh, i MacDougall vennero sconfitti nella battaglia del Passo di Brander, assicurandosi la loro sottomissione.